# Sondages électoraux en France
Les sondages d'opinion en France appliquent la technique des sondages à une population humaine visant à déterminer les opinions probables via l'étude d'un échantillon confectionné par les sondeurs.
Leur traçabilité sur Internet permet de comparer les instituts et les estimations passées aux résultats, révélant de fréquents écarts plus importants que la marge d'erreur, notamment aux européennes de 2019 et à la présidentielle 2022.
Bien qu'étant supervisés par la loi et une commission des sondages, ils sont critiqués pour leur manque de transparence et leur difficulté à prévoir les résultats et le taux de participation aux grands scrutins, une partie des sondés refusant de communiquer son intention de voter ou pas, et pour qui, en particulier chez les jeunes et les classes populaires.

## Croissance des sondages d'opinion en France
La France en un consommateur record de sondages par rapport aux autres pays. Leur nombre a fortement augmenté, passant de 111 en 1981 à 293 en 2007, et a ensuite à nouveau triplé en une quinzaine d'années, apportant aux entreprises de sondages l'essentiel de leur notoriété et suscitant un débat sur leur fiabilité,,.

## Droit des sondages électoraux en France
Le droit des sondages électoraux est dans les années 2010 mieux connu, en particulier, la loi no 77-808 du 19 juillet 1977 les encadrant,, et créant la Commission des sondages, autorité administrative indépendante réunissant des magistrats (Conseil d'État, Cour de cassation et Chambre des comptes).
Sa mission est double: contrôler la qualité et l'objectivité des sondages et publier des correctifs dans les journaux visant à alerter l'opinion publique voire de saisir le juge pénal. Cette commission des sondages veille à garantir le caractère scientifique de la méthodologie suivie, dans l'élaboration mais aussi les conditions de publication des sondages électoraux.
L'incitation à s’abstenir est particulièrement visée: l'article L 97 prévoit que « ceux qui, à l’aide de fausses nouvelles, bruits calomnieux ou autres manœuvres frauduleuses, auront surpris ou détourné des suffrages, déterminé un ou plusieurs électeurs à s’abstenir de voter, seront punis d’un emprisonnement de deux ans et d’une amende de 15 000 euros ».
Ce régime juridique a ensuite été critiqué pour son manque de transparence:
- les citoyens ont théoriquement le droit de consulter les notices des sondages auprès de la Commission des sondages[13], mais les informations fournies sont peu nombreuses en pratique[14].
- cette pratique discutable a néanmoins été validée par le Conseil d'État[15] au terme d'un raisonnement juridiquement et factuellement très contesté[16].

La commission des sondages est de plus composée de hauts fonctionnaires « n’ayant aucune culture du sujet » selon les chercheurs. Elle n'a fait publier que cinq « mises au point » dans la presse pour des enquêtes « défectueuses ou manipulées » entre 2019 et 2021, malgré quatre élections et des centaines de sondages et aucun signalement à la justice n’a suivi.

## Critique des sondages d'opinion en France
Selon une enquête dans La Dépêche, les sondeurs ont échoué à prévoir le nom du président de la République en 2002, 2007 et 2017, soit trois fois sur cinq, d'autres médias rappelant que la victoire de Jacques Chirac en 1995 n'avait pas non plus été prévue, ni même sa qualification au second tour. Plus généralement, l'observation des dix premières présidentielles de la Ve République (196( à 2017) montre qu'aucune ne s'est conclue comme les sondages l'annonçaient un an avant. Des sites se proclamant indépendants, comme « Délits d'opinion » ont lancé une pédagogie des enquêtes d'opinion en faisant appel aux professionnels des entreprises de sondages, aux politologues ainsi qu'aux acteurs économiques et politiques, d'autant qu'en 2019 comme 2022 entre deux à trois candidats de grands partis furent estimés en dehors de la marge d'erreur y compris dans les derniers sondages.
À chaque élection, les sondeurs, sur la sellette en raison de "méthodes de calcul réputées opaques" et "inspirant souvent la défiance". se défendent de s’être « plantés » et concèdent qu’ils n’ont pas assez pris en compte une tendance. Pour expliquer ces erreurs, ils évoquent en général "un corps électoral mouvant" , des électeurs se disant "pas sûrs" de leur vote, ou votant alors qu'ils avaient dit ne pas le faire, ce qui "complique les corrections des données brutes".

### Sous-évaluation de la participation de l'électorat jeune et populaire
Une enquête de Mediapart auprès d'anciens employés d’instituts et chercheurs a recensé en 2021 "des biais méthodologiques que bien peu de personnes ont relevés", qui portent en particulier sur la façon dont est mesurée la « certitude d’aller voter » des électeurs, répertoriée en quatre catégories (de « pas du tout certain » à « tout à fait certain ») chez l'institut Harris, alors que d’autres instituts ont, eux, une échelle plus fine, de 1 à 10. Ces biais peuvent "avoir des incidences importantes dans la surreprésentation de certaines couches de la population".
Concernant les consultations électorales, le biais le plus souvent évoqué est de « sous-représenter un électorat moins politisé et moins informé, généralement plus jeune, qui ne se décidera qu’au dernier moment ». Ainsi, en février 2022 comme en février 2017, près de 4 Français sur 10 ne savaient pas encore pour qui voter à la présidentielle, et parmi eux 2 sur 10 pourraient s’abstenir, selon une étude Kantar Public - Epoka. Le biais vient du fait que les instituts mesurent le plus souvent seulement ceux qui ont une certitude d'« intention de vote ». Au plan sociologique, les électeurs « qui se décident le plus tard sont essentiellement dans les catégories populaires ». Les sondages ne portent, sauf exception, que sur les personnes « certaines » d’aller voter, en proposant au sondé de se situer sur une échelle de 1 à 10, ce qui réduit parfois l’échantillon des répondants de moitié et le concentre sur un profil sociologique moyen plus socialement favorisé, plus âgé, et plus politiquement motivé que l’ensemble de la population par la politique en général ou par l'actualité du moment.
Par ailleurs, les différents instituts n'ont pas la même définition de la « certitude » d'aller voter: en France, pour Ipsos-Sopra Steria et OpinionWay, seule la note 10 garantit la certitude d’aller voter, alors pour l'Institut Elabe c’est dès le 8. Les intentions de vote des électeurs « certains » d’aller voter écartent les indécis, les incertains, et ceux qui le plus souvent, ou bien dans un contexte particulier, ne se décident que tardivement. Ainsi, « une catégorie d’électeurs passerait systématiquement sous les radars » des instituts de sondages.

### Gratifications financières et redressements secrets
En 2011, le Sénat avait voté une proposition de loi pour « assainir » le système, mais qui s'était heurté à un veto présidentiel de Nicolas Sarkozy. Elle consistait à imposer aux entreprises de sondages de publier les « critères précis de redressement », ou encore d’interdire les « gratifications » financières offertes aux sondés, des méthodes devenues "quasiment systématiques dans les enquêtes en ligne".

### Biais de non-neutralité des sondeurs
L'impartialité des entreprises de sondages est de plus en plus questionnée. Dès 2007, Le Figaro a constaté un mouvement de concentration des entreprises de sondages, désormais détenues par des groupes financiers. L'entrepreneur Vincent Bolloré, ami proche du Président Sarkozy, détient l'intégralité du capital de CSA-TMO après le rachat des parts de Roland Cayrol tandis que la présidente du MEDEF, Laurence Parisot, était présidente de l'IFOP.
La définition de la problématique, le choix des sujets abordés, la formulation des questions, ne sont plus confiés à la société civile (associations, syndicats, intellectuels) qui possède une réflexion formée sur le sujet mais plutôt à des groupes de presse et de télévision appartenant à des hommes d'affaires.
Deux exemples sont souvent cités :
- François Bayrou a raillé les entreprises de sondages, qui le plaçaient en dessous de Jean-Marie Le Pen le 20 avril 2007[25], alors qu'il a fait 8 points de plus (18,5 % contre 10,5 %) le soir du 1er tour, le 22 avril 2007. En 2012, il réclame que les candidats rendent publics les budgets qu'ils y consacrent et le nom des instituts bénéficiaires[25]. Il dénonce les résultats des instituts Ifop Fiducial et TNS-Sofres-Sopra présentant favorables à Nicolas Sarkozy et François Hollande[25].
- la semaine précédant le deuxième tour de l'élection présidentielle de 2007, les principales entreprises de sondages donnent toutes Nicolas Sarkozy gagnant avec entre 5 et 9 points d'écart avec Ségolène Royal[réf. nécessaire], alors qu'une petite entreprise de sondages, 3C Études, pratiquant la même méthode des quotas, aussi sérieusement, donne Nicolas Sarkozy à égalité avec Ségolène Royal[26].

### Sondages sortie des urnes non-conformes au résultat final
Le quotidien Libération a averti que "ce qui est publié à 20 heures en France, ce sont des estimations et pas des sorties des urnes", les premières venant du dépouillement dans les villes où il est terminé et les secondes de déclarations d'électeurs et averti sur le fait qu'il "faut faire gaffe avec les résultats qui circulent avant 20 heures". La tâche des sondeurs est compliquée par le fait qu'en 2017, 12 % des électeurs avaient expliqué avoir fait leur choix dans l’isoloir et qu'en 2022 environ 26 % des électeurs disaient à la présidentielle 2022 n’avoir "pas encore décidé pour qui voter", à l'avant-veille du scrutin.
La loi de 1977 interdisait de publier des sondages pendant la semaine précédent le scrutin mais elle a été amendée pour limiter l'interdiction à la veille et le jour du scrutin, sous peine d'amende de 75 000 euros. L'arrivée d'internet a en effet posé la question de l'harmonisation des horaires de fermeture des bureaux de vote sur le territoire. L'article L. 52-2 du code électoral interdit de diffuser les résultats avant 20 heures, sous peine d'amende de 7 500 euros, peu dissuasive.
La Commission de rénovation et de déontologie de la vie politique, dite "commission Jospin" car présidée par Lionel Jospin, ex premier secrétaire du parti socialiste et Premier ministre de la gauche plurielle de 1997 à 2002, a rendu un rapport à la mi-novembre 2012 qui propose la fermeture des bureaux de vote partout sur le territoire à 20 heures, alors qu'ils ferment à 18 heures sauf dans les grandes villes. Les estimations que les instituts de sondage publient à 20 heures le soir du vote sont réalisées "à partir des premiers dépouillements partiels effectués dans les bureaux de vote qui ferment à 18 heures", rappelle le rapport.
Cette proposition de la commission Jospin n'a pas été appliquée. Deux décennies plus tard, la polarisation du vote en France, avec de très fortes divergences entre d'un côté les métropoles et de l'autre les communes rurales et petites villes a augmenté le risque de sondages sortie des urnes non-conformes au résultat final

### Critique des sondages d'opinion non-électoraux
Les critiques des sondages portent plus sur les questions ne concernant pas une consultation électorale, car les répondants ne sont pas amenés à réfléchir autant aux conséquences de leur réponse et sont surtout moins nombreux en proportion à ne pas dévoiler de réponse.

### Évolution de la critique dans le temps

#### Années 1990
En 1990, dans « Faire l'opinion, le nouveau jeu politique », le sociologue Patrick Champagne estime que des professions para-politiques (sondeurs, journalistes, chercheurs) se sont emparées des sondages pour imposer leur vision du monde, via leur propre interprétation de ce que veut le peuple et en 1997 Loïc Blondiaux parle « d'OPA sur la notion d'opinion publique » : le principe de la démocratie représentative ne consiste à faire trancher les votants qu'après un débat entre positions majoritaires mais aussi minoritaires, assuré par des représentants, experts et militants.
Les grèves massives de la fin 1995 en France ont lieu quelques mois après une grosse erreur des sondeurs lors de l'Élection présidentielle française de 1995, remportée par Jacques Chirac, qui élimine son rival de droite le premier ministre Édouard Balladur au premier tour.
A trois mois de la présidentielle, début février 1995, les sondages donnaient pourtant Balladur en tête au premier tour avec 29% des voix, devant Lionel Jospin (24%), très loin aussi devant Jacques Chirac (16%), et élu au second dans un fauteuil avec 58% contre 42% à Jospin. Mais finalement Jacques Chirac (20,84%) arrive avec deux points de demi devant Balladur (18,5%) au premier tour et l'emporte largement au second tour contre Lionel Jospin pourtant en tête au premier tour avec 23,3%.

#### Années 2000

##### Présidentielle 2002
Lors de la présidentielle 2002, les prévisions erronées des sondeurs ont fortement écorné leur crédibilité. À 90 jours du scrutin, Ipsos donnait au président de la République Jacques Chirac 28% au premier tour contre 24% à Lionel Jospin, son Premier ministre, très loin devant Jean-Pierre Chevènement 10% et Jean-Marie Le Pen 8%. Les deux premiers feront 36% à eux deux , soit 18 points de moins que ce qui leur était promis. Toutes les enquêtes d'opinion, y compris celles menées la semaine précédant le premier tour du 21 avril 2002, prévoyaient encore sans ambiguïté un second tour opposant Lionel Jospin à Jacques Chirac.
Finalement, c'est Jean-Marie Le Pen qui a accédé au second tour avec un score plus que doublé par rapport à celui promis en février. Prévenu de sa montée, Jospin aurait refusé de changer sa campagne et montrer son affaiblissement. L'argument généralement avancé par les sondeurs est que les sondages sont une « photographie » de l'opinion, et non pas un outil de prédiction[réf. nécessaire].

##### Présidentielle 2007
Le leader centriste François Bayrou avait critiqué au cours de cette campagne avec virulence les sondeurs, qui le plaçaient en dessous de Jean-Marie Le Pen encore le 20 avril 2007, alors qu'il a fait 8 points de plus (18,5 % contre 10,5 %) le soir du 1er tour, le 22 avril 2007. Les sondages sur l'élection présidentielle française de 2007 furent marquées par cette percée éclair de Bayrou: encore à 10% en moyenne fin janvier avant de décoller le mois suivant pour culminer à 24% le 7 mars (CSA), 23% le 9 mars (IFOP) et le 15 mars (Sofres), et 22,5% le 22 mars et 22% (LH2) le 19 mars, puis finir à 18,5%. A gauche, Ségolène Royal, un temps distancée par François Bayrou dans certains sondages avait finalement bénéficié du vote utile au détriment de José Bové, Dominique Voynet (EELV) et Marie-Georges Buffet (PCF).

##### Législatives de 2007
Les législatives de 2007 ont mis en difficulté les sondeurs opérant par rapport au débat politique national alors que ces élections obéissent à d'autres logiques plus locales, dans les 577 circonscriptions, toutes différentes. Enfin, depuis les années 2000, les sondages sont principalement réalisés par Internet à partir de bases de données créées et administrées par les instituts eux-mêmes où des volontaires viennent s'inscrire eux-mêmes. Or, pour Jean Chiche, statisticien au CEVIPOF, « En statistique il n'est jamais bon de travailler sur des échantillons de volontaires car ils peuvent être plus sensibles aux thématiques des enquêtes, plus en adéquation avec le système ». Jean Chiche ajoute qu'avec cette méthode basée sur le volontariat, « une partie de plus en plus importante de la population va passer au travers ».
Enfin, pour motiver les volontaires, les sondeurs leurs remettent des gratifications, c'est-à-dire des cadeaux, des bons d'achat ou de petites rémunérations, risquant ainsi d'entraîner une professionnalisation des sondés,.

#### Années 2010

##### Présidentielle de 2012
Les sondages se sont aussi largement trompés lors de l'élection présidentielle française de 2012, d'abord marquée par la suprématie des candidats socialistes : LH2 en mai 2011 va même jusqu'à créditer Dominique Strauss-Kahn d'une avance de 30 points sur Nicolas Sarkozy avec 65 % d'intentions de vote au second tour. François Hollande et Martine Aubry, autres candidats potentiels du PS, bénéficient d'avances presque aussi élevées, mais au soir du second tour François Hollande n'aura finalement que 3 points de plus que Nicolas Sarkozy. Un sondage BVA en octobre 2011 crédite François Hollande de 16 points d'avance au premier tour et de 28 au second et plusieurs sondages placent même la candidate du Front national, Marine Le Pen, devant le président sortant, mais Nicolas Sarkozy s'est finalement qualifié, avec seulement un point de moins que son rival François Hollande au premier tour.[réf. nécessaire]
Dans le vote final, les « petits candidats » sont victimes du "vote utile" et ne dépassent guère les 2 %, y compris Eva Joly, qui avait frôlé la barre des 10 % dans un sondage en 2011, à l'exception de Jean-Luc Mélenchon, qui passe d'environ 6 % début janvier et 7% à 8 % en février, à 17 % à moins de deux semaines du premier tour contribuant à l'érosion des intentions de vote en faveur du candidat socialiste même s'il retombe finalement.

##### Présidentielle de 2017
Lors de l'élection présidentielle française de 2017, François Fillon est apparu pendant des mois comme le favori, selon la moyenne des sondages, tandis que les sondages effectués en février placent Benoit Hamon, vainqueur de la primaire socialiste, dans une fourchette de 15-17%, soit 9 à 11 points de plus que son résultat final. Il était alors environ six points devant Jean-Luc Mélenchon puis les courbes se sont croisées à la mi-mars, avant une envolée de Jean-Luc Mélenchon fin mars, qui l'amène à 19,6%, 9 points de plus que début février et seulement un point et demi du 2ème tour, où c'est Marine Le Pen qui se qualifie mais avec seulement 21% contre 25% en moyenne encore dans les sondages début avril,.

##### Européennes de 2019
Avant les européennes de 2019, les sondages donnaient en moyenne 8,5% à EELV qui a fait finalement 13,5% et 13,5% à LR qui le jour du vote n'a fait que 8,5%, une double erreur de 5 points, expliquée par le biais d'un vote des jeunes finalement plus important que prévu, même si beaucoup d'entre eux ne répondaient peu aux sondeurs.
Dans les années 2010, les sondages font de plus en plus face à un électeur imprévisible : participation intermittente, ou d’une élection à l’autre, fluidité électorale, vote caché, problèmes de fidélité des réponses à l'opinion politique. D'où le recours à un autre type d'analyse prédictive, les marchés de prédiction mais ces deniers ont également des problèmes de fiabilité.

#### Années 2020

##### Régionales de 2021
Comme ses concurrents, l'Ifop avait estimé l’abstention le vendredi précédent le premier tour des élections régionales à 60 %, très en dessous des 66,72 %, ce qui a selon eux expliqué aussi l'écart entre les prévisions des instituts et les résultats, notamment pour le Rassemblement national, dont les scores dans la plupart des Régions ont été plus bas que prévu. Selon Frédéric Dabi, le responsable de l'Ifop, pour tenir compte de cette difficulté il faut parfois remonter ou baisser de quelques points un candidat ou un autre. Par ailleurs, selon lui, l'arrivée d'Internet a facilité le travail permettant de créer de base de données de consommateurs affiliés à différentes marques commerciales permettant de trouver plus facilement de quoi constituer un échantillon, sans passer par « une fastidieuse recherche par téléphone » et autant d'enquêteurs qu'avant.

##### Présidentielle de 2022
A l'arrivée de la présidentielle de 2022, seul le score réel de neuf candidats sur douze est dans la marge d’erreur. Jean-Luc Mélenchon, avec 21,95 %, est 5,5 points au-dessus de la moyenne des prévisions des deux derniers jour précédant le vote. Donné autour de 15 % une semaine avant l’élection, il avait déjà enregistré une progression de 4,5 points en deux jours, pour culminer à 17,5 % dans les sondages Elabe Opinion et Ipsos de l'avant-veille du vote. Avec 7,07 %, le score d’Eric Zemmour avait été surestimé de 2,03 points en moyenne, tout comme celui de Valérie Pécresse passé de manière imprévue sous la barre fatidique des 5 %, alors qu'elle était classée entre 8 et 9 % par tous les instituts la semaine avant le premier tour. Les sondeurs n'ont en particulier pas réussi à "anticiper l’ampleur du vote utile", 73 % des suffrages s'étant concentrés sur les trois candidats en tête, même si Marine Le Pen a fini à 23,15%, après la surévaluation d’Elabe, qui la voyait à 25 % le dernier vendredi, tandis qu’elle était donnée autour de 22 % par plusieurs autres sondages.

##### Législatives de 2024
Pour les élections législatives de 2024, un podcast de France Inter a suggéré que les sondages pourraient être trompeurs. Ainsi, selon cette critique, ils ne seraient pas seulement anti-démocratique en raison de leur absence de sens: un sondage sur 2000 personnes au niveau national peut-il être représentatif des 500 circonscriptions qui ont des candidats différents? Toutefois, les projections pourraient être fiables en s'appuyant sur un échantillon de 300 000 Français. En particulier un certain nombre de circonscriptions indécises peuvent pivoter pour 1000 voix et un certain nombre d'autres circonscriptions indécises peuvent pivoter pour seulement 100 voix.[style à revoir]

## Plainte en diffamation contre un professeur d'université
L'institut de sondages IFOP dépose en septembre 2020 une plainte en diffamation contre le chercheur en sciences politiques à l'université de Montpellier Alexandre Dézé,. La plainte lui reproche d'avoir, en réponse à une question d'une journaliste du Monde, considéré comme « sans aucune valeur », aux conclusions « discutables » et souffrant d'une « faiblesse méthodologique […] délirante » un sondage selon lequel un quart des musulmans de moins de 25 ans ne condamneraient pas les attentats du 7 janvier 2015 contre Charlie Hebdo. Le chercheur a été mis en examen, l'Ifop déplorant d'avoir été présenté par l'universitaire comme « agissant avec désinvolture et malhonnêteté professionnelle ».
L'enseignant avait publié début 2022 aux éditions de Boeck Supérieur le livre, Dix Leçons sur les sondages politiques, en expliquant notamment que l'Ifop s'est basé sur une étude réalisée en mai 2016, en partenariat avec l'Institut Montaigne dont l'échantillon était biaisé et d'une taille « insuffisante pour en tirer quelque enseignement qu'il soit ». L'Association française de sciences politiques (AFSP) a protesté contre cette procédure visant, selon elle, à « museler » les chercheurs en général, tandis qu'une pétition lancée par le Conseil national des universités (CNU) a rapidement été signée par plus de 200 chercheurs.
L'Ifop a retiré sa plainte quelques jours avant l'audience.